# جنا کینگزلی
جنا کینگزلی (انگلیسی: Jenna Kingsley؛ زادهٔ ۲۴ مارس ۱۹۹۲) بازیکن فوتبال اهل استرالیا است.
وی همچنین در تیم‌های ملی فوتبال Australia women's national under-17 soccer team و زنان استرالیا بازی کرده‌است.